# Stephen Wayda
Stephen Wayda est un photographe américain né à Los Angeles le 12 décembre 1946.
Il a été journaliste pour le magazine Salt Lake Tribune et a remporté de nombreux prix d'écriture.
Lorsque son grand-père meurt, il récupère des appareils photos et devient photographe professionnel. Il est reconnu pour ses photos de playmates dans le magazine Playboy.